# أندريس روميرو
أندريس روميرو (بالإسبانية: Andrés Romero)‏ (11 مايو 1967 بتشيلي - ) هو مدرب كرة قدم ولاعب كرة قدم تشيلي في مركز الدفاع. شارك مع منتخب تشيلي لكرة القدم. أما مع النوادي، فقد لعب مع نادي أونيفرسيداد كاتوليكا.

## مسيرته الكروية
لعب أندريس روميرو خلال مسيرته الاحترافية مع 3 أندية في ثمانية عشر موسمًا وسجل خلالها 27 هدفًا ضمن 335 مباراة. حيث فاز في موسمين بالكأس وفي ثلاثة مواسم بالدوري.
خاض أندريس روميرو مسيرته مع نادي أونيفرسيداد كاتوليكا في موسم 1984 ليلعب معه ستة عشر موسمًا، مشاركًا في 298 مباراة سجل خلالها 27 هدفًا. ثم انتقل إلى نادي أوداكس إيتاليانو ما بين عامي 2000 و2001 لمدة موسم واحد، حيث شارك في 14 مباراة ولم يسجل أي هدف. لينتقل بعدها إلى نادي يونيون إسبانيولا ما بين عامي 2001 و2002 لمدة موسم واحد، مشاركًا في 23 مباراة ولم يسجل أي هدف أيضًا.

## وصلات خارجية
- أندريس روميرو على موقع قاعدة بيانات كرة القدم.إي يو (الإنجليزية)
- أندريس روميرو على موقع ناشيونال فوتبول تيمز (الإنجليزية)
- أندريس روميرو على موقع عالم كرة القدم.نت (الإنجليزية)